# Over the Front
Over the Front, Untertitel Journal of the League of World War I Aviation Historians, ist eine in englischer Sprache vierteljährlich erscheinende Zeitschrift, die seit 1986 in Charlottesville im US-Bundesstaat Virginia erscheint.
The League of WWI Aviation Historians, das von dem Militärhistoriker und führenden Experten für die zwischen 1914 und 1918 an deutsche Jagdflieger verliehenen Orden und Auszeichnungen gegründete Bündnis, ist Herausgeber des Blattes und beschäftigt sich insbesondere mit den Luftstreitkräften im Ersten Weltkrieg.